# Li Shifeng
Li Shifeng, (chinois simplifié : 李诗沣, pinyin : Lǐ Shīfēng) né le 9 janvier 2000 à Nanchang, est un joueur de badminton chinois.

## Carrière
En 2018 il est champion de Jeux olympiques de la jeunesse de 2018 en Buenos Aires.
En 2022 il est notamment médaille d'or en Jeux asiatiques de 2022.
Il fait partie de l'équipe chinoise du championnat du monde par équipes mixtes 2021 et 2023 et du championnat par équipes 2024.

## Palmarès

### Parcours junior
| Année     | Compétition                    | Épreuve        | Résultat |
| --------- | ------------------------------ | -------------- | -------- |
| 2018      | Jeux olympiques de la jeunesse | Simple garçons | Or       |
| 2018 (en) | Championnats du monde junior   | Simple garçons | Or       |

### Tournois
| Année | Tournoi             | Catégorie  | Résultat  |
| ----- | ------------------- | ---------- | --------- |
| 2024  | Open de Singapour   | Super 750  | Finaliste |
| 2023  | Open de France      | Super 750  | Finaliste |
| 2023  | Open des États-Unis | Super 300  | Vainqueur |
| 2023  | Open du Canada      | Super 500  | Finaliste |
| 2023  | Open d'Angleterre   | Super 1000 | Vainqueur |
| 2023  | Open d'Allemagne    | Super 300  | Finaliste |
| 2023  | Open de Thaïlande   | Super 500  | Finaliste |
| 2019  | Open du Canada      | Super 100  | Vainqueur |